# Gustavo Vivanco Ortiz
Gustavo Elías Vivanco Ortiz (Talavera, Apurímac; 13 de marzo de 1956) es un político peruano. Ocupó por minutos la alcaldía provincial del Cusco el año 2009 cuando fue nombrado tras la declaración de vacancia de Mariano Baca Anaya pero fue vacado ese mismo día por la causal de nepotismo.

## Biografía
Nació en el distrito de Talavera, provincia de Andahuaylas, departamento de Apurímac, Perú. Cursó la carrera de zootecnia en la Universidad San Antonio Abad del Cusco. Desde el año 1981 desempeñó diversas labores en entidades públicas tanto locales como nacionales. Así, de 1981 a 1983 trabajó en la Mutual de Vivienda Cusco, de 1983 a 1985 en el Registro Público de Minería, de 1985 a 1992 nuevamente en la Mutual de Vivienda Cusco, de 1996 a 1998 en la Asociación de Agencias de Turismo del Cusco, de 1998 a 1999 en la Municipalidad Provincial de Urubamba, del 2001 al 2006 en el Congreso de la República en la ciudad de Lima como auxiliar de los congresistas Daniel Estrada Pérez y Mario Ochoa. Finalmente, en el año 2006 laboró en la Municipalidad Distrital de San Jerónimo.

## Trayectoria política
Inició su carrera política en el año 1993 cuando fue regidor de la Municipalidad Provincial del Cusco durante el tercer período de la alcaldía de Daniel Estrada Pérez. En 1995 volvió a ser regidor pero esta vez de la Municipalidad Distrital de Wanchaq ocupando ese cargo hasta el año 1999. Ello ocurrió a pesar de que la organización Lista Independiente N° 3 Frente Amplio por la que postuló ocupó el 5 lugar en las elecciones obteniendo tan sólo el 12.875% de los votos de esa circunscripción.
Desde el año 2005 se encuentra afiliado al partido Unión por el Perú. El año 2006 se presentó a las elecciones municipales como candidato a regidor de la Municipalidad Provincial del Cusco dentro de la lista de la agrupación Unión por el Perú tras la candidatura de Marina Sequeiros Montesinos. Dicha agrupación ganó las elecciones obteniendo un 21.416% de los votos. Marina Sequeiros fue vacada de su cargo de alcaldesa en el año 2009 por cargos de nepotismo nombrándose en su reemplazo al regidor Mariano Baca Anaya quien también fuera vacado por nepotismo el 4 de mayo del 2009. Vivanco fue nombrado alcalde por el Jurado Nacional de Elecciones, cargo que ostentó por minutos ya que ese mismo día el Jurado Nacional de Elecciones emitió otra resolución vacandolo por la causal de nepotismo. En su reemplazo fue nombrado alcalde Luis Florez García.
Durante el periodo de Florez García, con quien compartió la lista de regidores en las elecciones al 2006, fue nombrado como presidente del directorio de la Empresa Municipal de Festejos del Cusco (EMUFEC).

#### En línea
- «Infogob». Consultado el 1 de agosto de 2019.
- «Declaración jurada de vida del candidato». Jurado Nacional de Elecciones. 2006. Consultado el 1 de agosto de 2019. (enlace roto disponible en Internet Archive; véase el historial, la primera versión y la última).

- Datos: Q66063800